# Христианско-демократическая партия (Перу)
Христианско-демократическая партия (исп. Partido Demócrata Cristiano) — политическая партия Перу. Партия была основана в 1956 году.

## История
Происхождение партии восходит к членам правительства Хосе Бустаманте-и-Риверы, которое было свергнуто в 1948 году Мануэлем Одриа. Партия была основана в 1956 году, наряду с другими популистскими партиями Народное действие и Прогрессивное социальное движение, сформированных после объявления Одриа политики «новой демократии».
Партия получила места в обеих палатах Конгресса на выборах 1956 года, и первоначально концентрировала свои усилия на парламентской работе, не выставляя своего кандидата на пост президента. Изменения в политике последовали выборах 1962 года, когда Корнехо был кандидатом в президенты, но он набрал только 2,88% голосов, а партия потеряла представительство в Конгрессе.
В результате этого провала и переворота, свергнувшего Мануэля Прадо-и-Угартече, партия присоединилась к Народному действию и, таким образом, вернулась в Конгресс после выборов 1963 года в качестве младшего партнёра по коалиции, поддерживающей нового президента Фернандо Белаунде Терри.
Партия вернулась в правительство в качестве партнера в правительстве Алана Гарсии, возглавляемом партией Априста, в составе которого оставалась у власти до 1990 года.

## Идеолигия и разделение
Партия выступала за крайний национализм, общественный подход к политике и государственное вмешательство в экономику, при этом левое крыло выступало за национализацию нефтяной промышленности. В конце концов, правое крыло партии в 1966 году отделилось и создало Христианскую народную партию, хотя определённое время большинство членов оставалось в составе партии.